# IC 267
IC 267 је спирална галаксија у сазвјежђу Ован која се налази на листи објеката дубоког неба у Индекс каталогу.
Деклинација објекта је + 12° 50' 57" а ректасцензија 2h 53m 50,1s. Привидна величина (магнитуда) објекта IC 267 износи 13,0 а фотографска магнитуда 13,8. IC 267 је још познат и под ознакама UGC 2368, MCG 2-8-28, CGCG 440-28, IRAS 02511+1238, PGC 10932.